# Datong (fiume)
Il Datong (in cinese 大通河S, Dàtōng héP, TatungW), noto anche come Julak Chu in tibetano, è un fiume della Cina appartenente al bacino del Fiume Giallo. Ha una lunghezza totale di 554 km e un bacino idrografico di 15130 km². Ha una portata media annua di 80,86 m³/s.
Nasce nella contea di Tianjun, nella prefettura autonoma mongola e tibetana di Haixi, nel Qinghai. Scorre poi verso est, separando la catena montuosa del Qilian Shan da quella del Daban Shan. Il principale centro abitato sulle sue sponde è Menyuan. Confluisce nello Huangshui al confine tra Qinghai e Gansu. Anche se di nome è un affluente dello Huang Shui, il Datong è in realtà il ramo principale del suo sistema fluviale ed è notevolmente più lungo di questo.